# Шевал (Флорида)
Шевал (енгл. Cheval) насељено је место без административног статуса у америчкој савезној држави Флорида.

## Демографија
По попису из 2010. године број становника је 10.702, што је 3.1 (40,8%) становника више него 2000. године.
| Група             | 2000.         | 2010.         |
| Белци             | 5.739 (75,5%) | 7.065 (66,0%) |
| Афроамериканци    | 352 (4,6%)    | 809 (7,6%)    |
| Азијати           | 381 (5,0%)    | 653 (6,1%)    |
| Хиспаноамериканци | 990 (13,0%)   | 2.009 (18,8%) |
| Укупно            | 7.602         | 10.702        |